# پیر پیباروت
پیر پیباروت (انگلیسی: Pierre Pibarot; ۲۳ ژوئیهٔ ۱۹۱۶ – ۲۶ نوامبر ۱۹۸۱) بازیکن فوتبال اهل فرانسه بود.
از باشگاه‌هایی که در آن بازی کرده‌است می‌توان به باشگاه فوتبال سوشو اشاره کرد.